# Pico Garmo
38°48′N 72°4′E / 38.800, 72.067

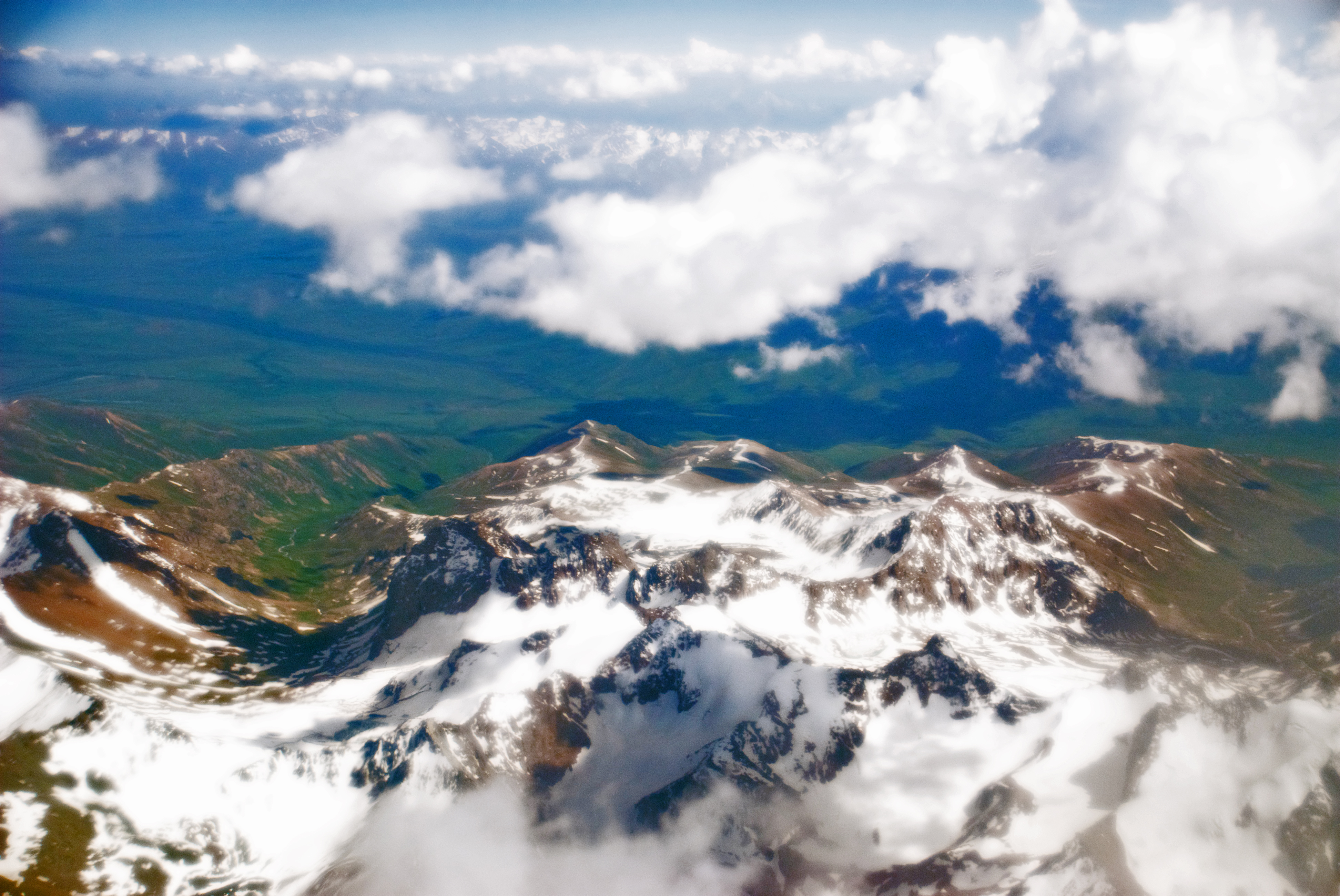
Pico Garmo

El Pico Garmo,también conocido como monte Garmo (Tayiko: Қуллаи Гармо, Qullai Garmo) es una montaña de las Pamir en Tayikistán, Asia Central, con una altura que, según los informes, oscila entre los 6.595 metros y los 6.602 metros. 
Hay un glaciar en el monte Garmo, y el gran glaciar Fedchenko (el glaciar más largo del mundo fuera de las regiones polaress) fluye al este del mismo. El asentamiento más cercano está en Poimazor, a unos quince kilómetros al sur (38° 39' 10 N, 71° 58' 2 E), que se encuentra a una altitud de 2785 metros.
Ha habido cierta incertidumbre sobre la ubicación del Garmo y también sobre la verdadera altura del pico que ahora lleva ese nombre. Aunque el consenso actual se sitúa en torno a los 6.595 metros, en 1973 el American Alpine Journal' daba una altura de 6.615 m.

## Historia
Antiguamente en la Unión Soviética, Garmo forma parte de los Montes de la Academia de Ciencias (en ruso: Хребет Академии Наук; en tayiko: Qatorkuhi Akademiyai Fanho) donde conecta con la Cordillera Darvoz.
Una expedición conjunta germano-rusa a la región en 1928 realizó la primera ascensión al Pico Lenin y también midió la altura de lo que ahora se llama oficialmente Pico Ismail Samani, que puede haber sido identificado erróneamente con el Garmo aunque se encuentra a unos dieciséis kilómetros al norte del actual Garmo.
En julio de 1962, dos alpinistas británicos, Wilfrid Noyce y el joven alpinista escocés Robin Smith, murieron en una 4000 pie (1219,2 m) caída tras una ascensión al pico, mientras preparaban un asalto soviético-británico al Ismoil Somoni, que entonces se conocía como Pik Kommunizma (Pico Comunismo). 
Hubo disputas entre rusos y británicos y, tras la muerte de Noyce y Smith, Sir John Hunt, colíder de la expedición, regresó a Gran Bretaña. En 1964, la prensa británica se refería al Garmo como "Monte Garmo de 21.800 pies".

## Confusión de nombres

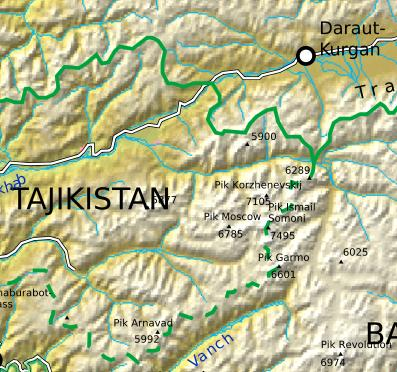
The Northern Pamirs

Desde las décadas de 1920 y 1930, el monte se confunde con el pico más alto, ahora llamado Ismoil Somoni, que durante algunos años se llamó Pik Stalin y es más conocido como Pik Kommunizma. Un concurso de la BBC que estuvo en línea en 2008 plantea la pregunta "¿Con qué nombre se conocía al monte Garmo en Tayikistán cuando era el punto más alto de la Unión Soviética?" y da como respuesta "Monte Comunismo".
En La ascensión del monte Stalin (1937), Michael Romm y Alec Brown afirman que "Darwas pasa a llamarse Pik Garmo, y Garmo pasa a llamarse Pik Stalin, las razones aducidas distan mucho de ser convincentes". Y en un documento publicado por el Comité Permanente de Nombres Geográficos para uso oficial británico titulado Tajikistan, the Lofty Fastness of the Pamirs (noviembre de 2001) se afirma: 

Un último punto interesante se refiere al pico más alto de Tayikistán; de hecho, la mayor elevación de toda la antigua Unión Soviética. Este pico (a 3857N 7201E) tiene una altitud de 7495 metros. Hasta 1933, se conocía como Pik Garmo, nombre que se transfirió a un pico más bajo situado al sur (3848N 7204E), donde aún permanece. El nuevo nombre del pico más alto fue Pik Stalina, que duró hasta 1962, fecha en la que se eliminó el nombre de Stalin y la montaña pasó a llamarse Pik Kommunizma.

.
En 2008, varias fuentes siguieron identificando el Garmo con la montaña más alta del Pamir, o bien atribuyéndole una altura superior a los 7000 metros.

## Cultura popular
El monte Garmo es una de las seis montañas del juego Alpiner para el ordenador doméstico TI-99/4A.